# Joan Anton Sànchez Carreté
Joan Anton Sànchez Carreté (6 de desembre de 1950) és un polític que estigué en actiu durant la dictadura de Franco. En l'actualitat és un expert en temes de fiscalitat. Va cursar estudis empresarials a ESADE. Ha escrit diversos articles al diari La Vanguardia.
De jove va ser militant de l'organització de caràcter marxista-leninista Partit del Treball d'Espanya, on va assolir càrrecs de responsabilitats en la seva branca catalana. També va ser responsable del programa econòmic d'aquesta organització. El 1977 va organitzar una coalició electoral amb Esquerra Republicana de Catalunya que va treure un diputat (Heribert Barrera) i més de 140.000 vots a Catalunya. L'octubre de 1977, amb 26 anys, va ser expulsat juntament amb altres dirigents de la branca catalana per denunciar la falta de democràcia interna del partit i per seguir una línea més catalanista. Més endavant es va presentar a les eleccions amb el BEAN encapçalant la llista amb Lluís Maria Xirinacs i Manuel López Àlvarez.
El 1977 va ser proposat, pel president Tarradellas en l'exili, membre de la Comissió Permanent de l'Organisme Consultiu de la Generalitat de Catalunya (Josep Tarradellas (Ja sóc aquí. Record d'un retorn, pàg. 84). Durant la Transició, escrivia habitualment articles en el diari Avui. En el 1978 va escriure (conjuntament amb Humbert Roma) el llibre La Constitució. Les raons del no. També és coautor del llibre Un gol al futuro: claves del futbol profesional para el siglo XXI.
El març del 2013 l'Audiència Provincial de Barcelona li va perdonar una condemna per delicte fiscal per uns fets ocorreguts el 1991, en la seva qualitat d'assessor fiscal. La sentència dels fets de 1991, que fou confirmada pel Tribunal Suprem l'any 2006, va ser qüestionada per la pràctica totalitat de la doctrina, per tota ella l'article del catedràtic de dret financer i tributari de la Universitat de Sevilla, Fernando Pérez Royo, publicat l'1 de desembre de 2006 en el diari "La Ley", que qualifica la sentència de "sorprenent". En el mateix sentit, l'article del catedràtic de la Universitat Complutense Ramón Falcón y Tella, publicat a "Quinzena fiscal Aranzadi" en el 2012, que considera els fonaments de la sentència discutibles i peculiars. Anteriorment havia estat indultat per Rodríguez Zapatero amb informe favorable del Tribunal Sentenciador.
Ha estat conseller d'ENHER i de FECSA. Assessor fiscal de la família Pujol, va ser uns dels experts que van assistir a la reunió celebrada a Barcelona per l'herència no declarada de la família Pujol-Ferrusola.